# Список античных географов

## Период Доэллинистической Греции
- Скилак Кариандский (VI в. до н. э.)
- Анаксимандр Милетский (610 — 547/540 до н. э.)
- Гекатей Милетский (ок. 550 — 490 до н. э.)

## Период Эллинистической Греции
- Пифей (ок. 380 — ок. 310 до н. э.)
- Мегасфен (ум. ок. 290 до н. э.)
- Автолик из Питаны (ок. 360 — ок. 290 до н. э.)
- Дикеарх из Мессены (III в. до н. э.)
- Деймах (III в. до н. э.)
- Эратосфен (ок. 276 — 194 до н. э.)
- Скимн Хиосский (II в. до н. э.)
- Гиппарх (ок. 190 — 120 до н. э.)
- Агатархид (II в. до н. э.)
- Посидоний (ок. 135 — 51 до н. э.)
- Псевдо-Скимн (I в. до н. э.)
- Диодор Сицилийский (ок. 90 — 30 до н. э.)
- Александр Полигистор (I в. до н. э.)

## Период Римской империи
- Страбон (64 до н. э. — 24 н. э.)
- Помпоний Мела (I в.)
- Исидор Харакский (I в.)
- Муциан (I в.)
- Плиний Старший (23 — 79)
- Марин Тирский (около 70 — 130)
- Птолемей (90 — 168)
- Павсаний (II в.)
- Агафедемон Александрийский (II в.)
- Дионисий Византийский (II в.)
- Агафемер (III в.)
- Алипий Антиохийский (IV в.)
- Юлий Гонорий («Космография Юлия Гонория»)
- Маркиан Гераклейский (V в.)
- Авиен (вторая половина IV века)
- Касторий («Певтингеровы таблицы», IV век)
- Псевдо-Арриан (Перипл Понта Евксинского, V век)
- Агатемир (Краткое землеописание, рубеж III и IV веков)

### Анонимные произведения
- Анонимная география (не ранее V века)
- Имена всех провинций (IV век)
- Дорожник Александра (337—361 гг.)
- Полное описание вселенной и народов (середина IV века)

## Период Византийской империи
- Стефан Византийский (527—565)
- Козьма Индикоплевст (VI в.)